# Pista agassizi
Pista agassizi är en ringmaskart som beskrevs av Hilbig, Brigitte in Blake, Hilbig och Scott 2000. Pista agassizi ingår i släktet Pista och familjen Terebellidae. Inga underarter finns listade i Catalogue of Life.